# Mukaria variabilis
Mukaria variabilis är en insektsart som beskrevs av Evans 1973. Mukaria variabilis ingår i släktet Mukaria och familjen dvärgstritar. Inga underarter finns listade i Catalogue of Life.